# Peribatodes buxicolaria
Peribatodes buxicolaria là một loài bướm đêm trong họ Geometridae.